# Jay Scrubb

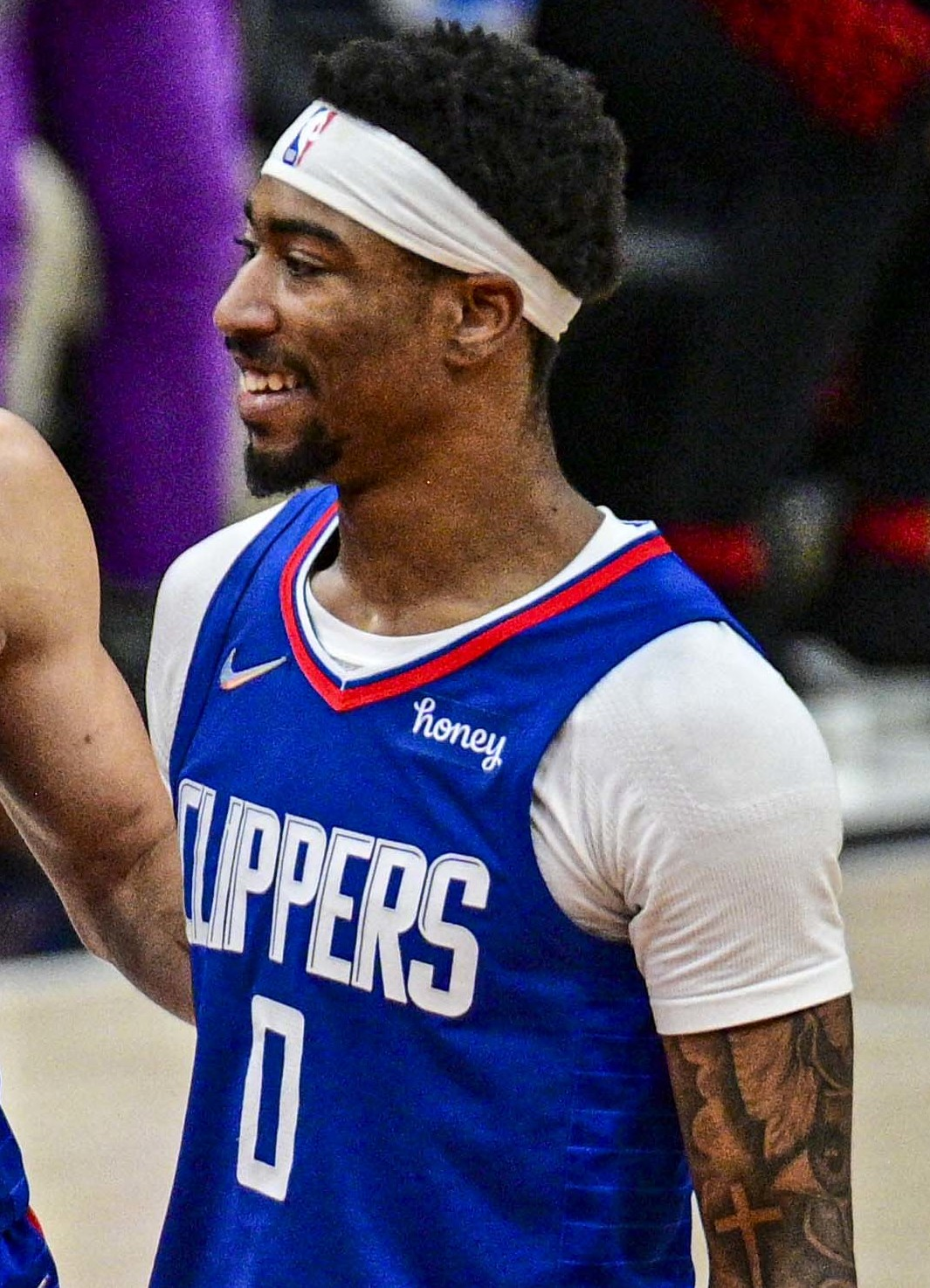
Jay Scrubb, 2022.

Jayden Amari "Jay" Scrubb, född 1 september 2000 i Louisville i Kentucky, är en amerikansk professionell basketspelare (SG/SF) som spelar för Boston Celtics i National Basketball Association (NBA). Han har tidigare spelat för Los Angeles Clippers och Orlando Magic.
Walker draftades av San Antonio Spurs i första rundan i 2018 års draft som 18:e spelare totalt.